# Armageddon Holocaust
Armageddon Holocaust fue una banda de género rock y heavy metal de Indonesia, formado por dos músicos conocidos por sus dos seudónimos como Doctor Dark y Dark Thriller. El nombre de la banda está basada, sobre el Libro de la Revelación y el futuro de destrucción de la Tierra en los últimos tiempos. En 2000 la banda lanzó su álbum debut titulado Into Total Destruction, que contó con la producción de J. Meister, también conocido como Jeff Arwadi de Kekal. Después de este lanzamiento, la banda se disolvió, y en 2002 los dos integrantes iniciaron sus propios proyectos en solitario. Sin embargo, tras la presión del sello discográfico THT Productions, decidieron continuar con la banda. Dark Thriller abandonó la banda y fue reemplazado por Meister J.
El segundo álbum, Radioactive Zone 245, era originalmente un proyecto de Doctor Dark titulado D-Liverance, pero a petición de THT Producciones, fue lanzado bajo el nombre de la banda en 2003. El álbum Into Total Destruction fue relanzado, siendo uno de los álbumes más vendidos del sello de THT de producción, de acuerdo con Arwadi, quien fue parte integrante del personal de la compañía discográfica. Su último álbum, Nekrofonik, fue grabado y lanzado en el año 2004. 
En 2005 la banda se disolvió.

## Integrantes
- Doctor Dark (formación-2000, 2002–2005) – Guitarras, bajo y voz.
- Dark Thriller (formación-2000) – Guitarras, bajo y coro.
- Meister J. (Jeff Arwadi) (formación-2000, 2002–2004) – Guitarras, caja de ritmos, la producción,  mezcla.
- Necro W. (??-2005)

## Discografía

### Estudio
- Into Total Destruction – 2000
- Radioactive Zone 245 – 2003
- Nekrofonik – 2004[1]

### Demo
- Dies Iraes – 2004

### Colaboraciones
- Self Krusher compilation: 5th Anniversary THT Productions – 2001